# Уфимка (Новосибирская область)
Уфимка — исчезнувшая деревня в Болотнинском районе Новосибирской области. На момент упразднения входила в состав Варламовского сельсовета. Исключена из учётных данных в 1988 году.

## География
Располагалась в истоке реки Малая Чёрная, в 4,5 км к востоку от деревни Большая Чёрная.

## История
Посёлок Уфимский был основан в 1916 г. В 1926 году состоял из 57 хозяйств. В административном отношении входил в состав Лукинского сельсовета Болотнинского района Томского округа Сибирского края.
До 1954 года в Больше-Черновском сельсовете, затем в Кунчурукском; в 1961 году передана в состав Варламовского сельсовета. Решением Новосибирского облисполкома от 06.05.1988 г. № 236 деревня исключена из учётных данных.

## Население
По переписи 1926 г. в посёлке проживало 299 человек (163 мужчины и 136 женщин), основное население — татары.